# Ofelia Morton Bermea
Ofelia Morton Bermea (Coahuila, 20 de febrero de 1960) es una química ambiental, petróloga, geofísica, científica mexicana especialista en geoquímica, contaminación ambiental, rutas de exposición a humanos, la estimación del riesgo, los efectos a la salud y la comunicación del riesgo. 
Es investigadora  de los PRONACES Agentes Tóxicos y Procesos Contaminantes Consejo Nacional de Humanidades Ciencias y Tecnologías; y del Observatorio Socio Ambiental del Río Sonora.
Es una de las primeras mujeres responsables del Laboratorio ICP-MS del Instituto de Geofísica de la Universidad Nacional Autónoma de México[cita requerida] y una de las mujeres pioneras sobre el estudios de mercurio ambiental.[cita requerida] Recibió la Medalla Sor Juana Inés de la Cruz.[cita requerida]

## Trayectoria
Morton es licenciada en Ciencias Químicas y Licenciada en Mineralogía por la Universidad Autónoma de Coahuila y realizó la maestría en Geoquímica y Petrología en la Universidad de Karlsruhe en Alemania. [cita requerida]Recibió su doctorado en Ciencias por la Universidad de Hamburgo.[cita requerida]
Recibió formación en Ciencias de la Tierra en la Escuela de Ciencias de la Tierra de la Universidad Autónoma de Coahuila, donde ingresó a un proyecto científico con estancia académica en Alemania en la Universidad de Hamburgo.[cita requerida]
En 1995 regresó a México y desde entonces es investigadora del Instituto de Geofísica de la UNAM en Ciudad de México, donde realiza investigaciones interdisciplinares con temáticas relacionadas principalmente con la evaluación del impacto ambiental, de la salud y contaminación atmosférica de metales pesados en ambientes volcánicos, mineros y urbanos, incluyendo proyectos de Radiocarbono como trazador de fuentes de CO2 en zonas urbanas mexicanas.[cita requerida]
Su trayectoria la convirtió en una referente geocientífica en el ámbito geoquímico, minero, ambiental y de contaminación del aire,[cita requerida] como una de las primeras mujeres en incursionar en temas de contaminación ambiental en grandes ciudades como lo es la Ciudad de México.[cita requerida] y en Estados como San Luis Potosí [cita requerida]y Sonora. [cita requerida]
Es una de las primeras investigadoras en contribuir en los avances del alcance de mercurio gaseoso en la Ciudad de México, [cita requerida]información que plasmó científicamente en el Bulletin of Environmental Contamination and Toxicology incluyéndose este en una edición especial de Colección PMC COVID-19. Además en sus investigaciones está el monitoreo de mercurio ligado al volcán Popocatépetl buscando verificar los rangos permitidos por  la Air Quality Guidelines for Europe, encontrando que el volcán no es fuente emisora para la propagación de mercurio atmosférico en la Ciudad de México, pero si lo es el tránsito vehicular. [cita requerida]
Dentro de sus investigaciones incluye el monitoreo, tanto en adultos como en niños, de metales pesados en tejidos, sangre, orina, cabello y saliva como una herramienta para evaluar el riesgo humano a la salud en áreas contaminadas por actividad minera.
Es investigadora en los proyectos PRONACES:Es miembro de la Academia Mexicana de Ciencias y del Instituto Nacional de Geoquímica.[cita requerida]

## Obra
Colaboró en la redacción de un capítulo en el libro Platinum Metal in Eviroment.

## Premios y reconocimientos
- 2013 Recibió la Medalla Sor Juana Inés de la Cruz, reconocimiento otorgado por la UNAM.[cita requerida]